# 索维亚
索维亚（法語：Sauviat，法語發音：[sovja]）是法国多姆山省的一个市镇，属于蒂耶尔区。

## 地理
索维亚（45°42'55"N, 3°32'0"E）面积15.62 平方千米，位于法国奥弗涅-罗讷-阿尔卑斯大区多姆山省，该省份为法国中南部省份，北起阿列省接壤，东临卢瓦尔省，南至上盧瓦爾省和康塔爾省，西接科雷兹省和克勒兹省。
与索维亚接壤的市镇（或旧市镇、城区）包括：欧日罗勒、库尔皮耶尔、多迈兹、圣弗卢尔莱唐、图尔叙梅蒙。

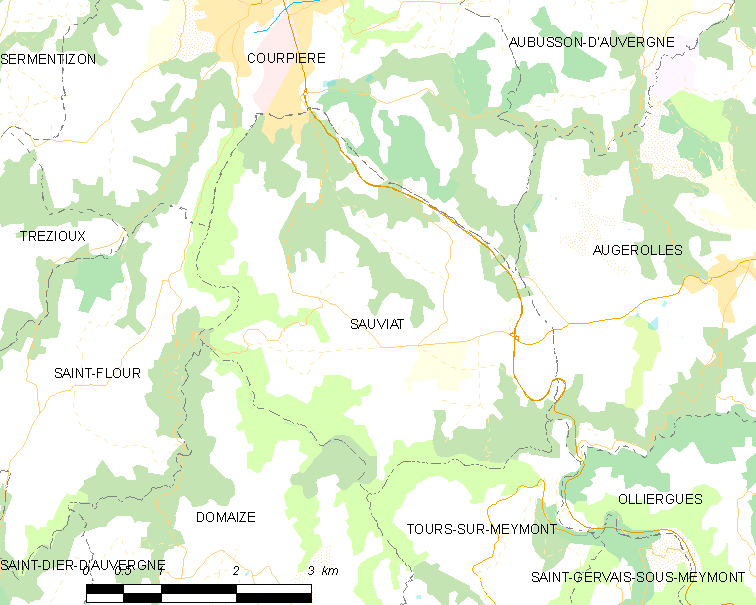
索维亚的OSM定位图

索维亚的时区为UTC+01:00、UTC+02:00（夏令时）。

## 行政
索维亚的邮政编码为63120，INSEE市镇编码为63414。

## 政治
索维亚所属的省级选区为利夫拉杜瓦山县。

## 人口

1962-2008年间索维亚人口变化图示

索维亚于2022年1月1日时的人口数量为587人。